# Zachary Athekame
Zachary Athekame (Vanløse, 13 dicembre 2004) è un calciatore svizzero, difensore del Milan e della nazionale Under-21 svizzera.

## Biografia
Nato a Vanløse, quartiere di Copenaghen in Danimarca, e in possesso del passaporto svizzero, ha origini nigeriane.

## Caratteristiche tecniche
Terzino destro dotato di un'importante stazza fisica (181 cm per 74 kg) e buone doti fisiche e atletiche.

## Carriera

### Club

#### Gli inizi, Young Boys
Athekame è cresciuto nelle giovanili di Servette e Meyrin ed ha iniziato la sua carriera calcistica nel 2022 con il Neuchâtel Xamax, con cui ha debuttato a livello professionistico il 18 novembre nell'incontro di Challenge League pareggiato 1-1 contro il Wil. Ha segnato il suo primo gol il 15 dicembre dell'anno successivo, nel successo per 2-1 contro l'Aarau.
Due settimane più tardi è stato acquistato a titolo definitivo dallo Young Boys, che lo ha lasciato in prestito ai rossoneri fino al termine della stagione.

#### Milan
Il 15 agosto 2025 viene acquistato a titolo definitivo dal Milan, in Serie A, per 10 milioni di euro.

### Nazionale
Ha giocato con la nazionale svizzera Under-21.

## Statistiche

### Presenze e reti nei club
Statistiche aggiornate al 15 agosto 2025.
| Stagione               | Squadra                | Campionato             | Campionato | Campionato | Coppe nazionali | Coppe nazionali | Coppe nazionali | Coppe continentali | Coppe continentali | Coppe continentali | Altre coppe | Altre coppe | Altre coppe | Totale | Totale | Totale |
| Stagione               | Squadra                | Comp                   | Pres       | Reti       | Comp            | Pres            | Reti            | Comp               | Pres               | Reti               | Comp        | Pres        | Reti        | Pres   | Reti   |        |
| ---------------------- | ---------------------- | ---------------------- | ---------- | ---------- | --------------- | --------------- | --------------- | ------------------ | ------------------ | ------------------ | ----------- | ----------- | ----------- | ------ | ------ | ------ |
| 2022-2023              | Neuchâtel Xamax II     | 1L                     | 14         | 2          | -               | -               | -               | -                  | -                  | -                  | -           | -           | -           | 14     | 2      |        |
| 2022-2023              | Neuchâtel Xamax        | ChL                    | 12         | 0          | CS              | 2               | 0               | -                  | -                  | -                  | -           | -           | -           | 14     | 0      |        |
| 2023-2024              | Neuchâtel Xamax        | ChL                    | 35         | 2          | CS              | 0               | 0               | -                  | -                  | -                  | -           | -           | -           | 35     | 2      |        |
| Totale Neuchâtel Xamax | Totale Neuchâtel Xamax | Totale Neuchâtel Xamax | 72         | 4          |                 | 4               | 0               |                    | 5                  | 0                  |             | -           | -           | 81     | 4      |        |
| 2024-2025              | Young Boys             | SL                     | 30         | 0          | CS              | 5               | 1               | UCL                | 8                  | 0                  | -           | -           | -           | 43     | 1      |        |
| lug.-ago. 2025         | Young Boys             | SL                     | 4          | 0          | CS              | 0               | 0               | UEL                | 0                  | 0                  | -           | -           | -           | 4      | 0      |        |
| Totale Young Boys      | Totale Young Boys      | Totale Young Boys      | 34         | 0          |                 | 5               | 1               |                    | 8                  | 0                  |             | -           | -           | 47     | 1      |        |
| 2025-2026              | Milan                  | A                      | -          | -          | CI              | -               | -               | -                  | -                  | -                  | SI          | -           | -           | -      | -      |        |
| Totale carriera        | Totale carriera        | Totale carriera        | 89         | 4          |                 | 6               | 1               |                    | 8                  | 0                  |             | -           | -           | 103    | 5      |        |